# Abszurd alak
Az Abszurd alak (eredeti cím: Irrational Man) 2015-ben bemutatott amerikai bűnügyi filmdráma, melyet Woody Allen írt és rendezett. A főbb szerepekben pedig Joaquin Phoenix, Emma Stone, Parker Posey és Jamie Blackley látható.
2015. július 17-én mutatta be a Sony Pictures Classics korlátozott kiadásban, majd később szélesebb körben is.

## Rövid történet
Egy lelkileg összetört filozófiaprofesszor új életcélt talál, amikor valaki más érdekében gyilkosságot tervez.

## Cselekmény
Abe Lucas filozófiaprofesszor csatlakozik egy kisvárosi New England-i főiskola tantestületéhez. Abe egzisztenciális válságba kerül. Depresszióban szenved, nem látja értelmét az életének, és mértéktelenül iszik. Mindezek ellenére két nőnek megtetszik: Rita Richards kémiaprofesszornak és Jill Pollardnak, az egyik diákjának. Jillnek van egy komoly kapcsolata, és a szüleivel lakik. Rita a férjével él, de elégedetlen a házasságával. Abe úgy dönt, hogy lefekszik Ritával, de ügyel arra, hogy Jill-lel csak plátói kapcsolatot tartson fenn. Abe depressziója még nyilvánvalóbbá válik, amikor Ritával való első szexuális élménye során nem tud erekciót elérni.
Ebéd közben Abe és Jill kihallgatnak egy beszélgetést a szomszéd fülkében; egy nő azt mondja, hogy egy etikátlan bíró miatt a családi bíróságon elveszíti gyerekeit a gyermekelhelyezési perben. Abe-t felzaklatja az igazságtalanság, és elhatározza, hogy titokban segíteni fog a nőnek azáltal, hogy megöli a bírót. Abe azzal érvel, hogy valószínűleg nem kapják el, mert nem ismeri a bírót. Miután új életcélt talál az életében, a depressziója elmúlik. Boldogabbá válik, és képes szexelni Ritával. Egy ideig követi a bírót, hogy kitanulja szokásait. A bíró a heti kocogása után mindig gyümölcslét vásárol, és leül egy padra, hogy lehűtse magát. Abe úgy dönt, a legjobb módja a megölésének az, ha megmérgezi. Ellopja Ritától a főiskola kémiai laborjának kulcsát, ahonnan ciánt szerez be. Gyümölcslét vesz ugyanott, ahol a bíró is szokott, beleteszi a mérget az ital poharába, leül ugyanarra a padra, majd kicseréli a gyümölcsleveket, amíg a bíró figyelmét eltereli. A bíró meghal ciánmérgezésben. Abe újjászületettnek érzi magát, és azt mondja magában, hogy végre valami értelmeset tett azzal, hogy megszabadította a világot egy gonosz embertől. Abe és Jill barátsága románccá alakul. Jill barátja, Roy tudomást szerez a kapcsolatról, és szakít vele.
Abe gondos tervezésének ellenére Jill és Rita, akik baráti viszonyban vannak egymással, gyanakodni kezdenek Abe gyilkossági ügyére, miután összerakják a nyomokat, például a hiányzó kulcsot és Abe jelenlétét a kémiai laborban. Rita úgy dönt, még ha a férfi bűnös is, el akarja hagyni a férjét, hogy Abe-vel élhessen.
Jill az ablakon keresztül behatol Abe házába, és gyanús jegyzeteket talál. A nő összetűzésbe kerül Abe-vel, aki végül beismeri bűnösségét. Jill úgy dönt, megszakítja a kapcsolatukat. Miután egy ártatlan férfit vádolnak meg a bűncselekménnyel, a nő sürgetni kezdi Abe-t, hogy menjen a rendőrségre, és figyelmezteti, hogy fel fogja jelenteni. Abe, aki nemrég kezdte élvezni az életet, megpróbálja megölni Jillt úgy, hogy belelöki egy liftaknába, de végül megbotlik, és ő maga zuhan a halálba. A film azzal ér véget, hogy a Royjal kibékült Jill a tengerre tekintve elmélkedik az Abe-vel kapcsolatos élményein.

## Szereplők
| Színész              | Szerep               | Magyar hang       |
| -------------------- | -------------------- | ----------------- |
| Joaquin Phoenix      | Abe Lucas            | Csőre Gábor       |
| Emma Stone           | Jill Pollard         | Nemes Takách Kata |
| Parker Posey         | Rita Richards        | Bertalan Ágnes    |
| Jamie Blackley       | Roy                  | Czető Roland      |
| Betsey Aidem         | Jill anyja           | Andresz Kati      |
| Ethan Phillips       | Jill apja            | Harsányi Gábor    |
| Sophie von Haselberg | April                |                   |
| Susan Pourfar        | Carol                |                   |
| Joe Stapleton        | professzor           |                   |
| Brigette Lundy-Paine | Braylin Student      |                   |
| Tamara Hickey        | professzor a büfében |                   |
| Ben Rosenfield       | April barátja        |                   |
| Meredith Hagner      | Sandy                |                   |

## Megjelenés
2015. január 29-én bejelentették, hogy a Sony Pictures Classics megszerezte az összes forgalmazási jogát, ez már a nyolcadik Woody Allen-film a cég portfóliójában. 2015. április 29-én volt látható a film első előzetese.
Világpremierje 2015. május 16-án volt a 2015-ös cannes-i filmfesztiválon. 2015. július 17-étől vetítették korlátozott forgalmazásban, majd 2015. augusztus 7-én szélesebb körben is bemutatták.

## Fordítás
- Ez a szócikk részben vagy egészben  az   Irrational Man (film) című angol Wikipédia-szócikk fordításán alapul.  Az eredeti cikk szerkesztőit annak laptörténete sorolja fel. Ez a jelzés csupán a megfogalmazás eredetét és a szerzői jogokat jelzi, nem szolgál a cikkben szereplő információk forrásmegjelöléseként.